# James McDevitt
James McDevitt (* 1831 in Glenties, County Donegal; † 5. Januar 1879 in Letterkenny, County Donegal) war ein irischer Geistlicher und römisch-katholischer Bischof von Raphoe.

## Leben
James McDevitt empfing am 18. Juni 1859 das Sakrament der Priesterweihe für das Bistum Raphoe.
Am 24. Februar 1871 wurde er zum Bischof von Raphoe ernannt. Die Bischofsweihe spendete ihm am 30. April desselben Jahres der Erzbischof von Armagh, Daniel McGettigan; Mitkonsekratoren waren der Bischof von Derry, Francis Kelly, sowie der Bischof von Dromore, John Pius Leahy.